# Du spiser for at leve
Du spiser for at leve er en dansk dokumentarfilm fra 1983 instrueret af Willy Rohde.

## Handling
Denne artikel mangler et handlingsreferat. Hjælp os med at skrive det.